# Lophobranches
Dans les classifications anciennes, les Lophobranches sont un ordre de poissons à nageoires rayonnées appartenant maintenant à l'ordre des Gasterosteiformes.
Les lophobranches sont caractérisés par un corps cuirassé, un museau allongé en tube et pourvu de dents, des branchies en houppes arrondies, enfermées dans un orifice branchial très étroit. Cet ordre, divisée en deux ou trois familles, comprend seize genres, dont aucun n'est comestible.